# Narathiwat Provincial Administrative Organization Stadium
Das Narathiwat Provincial Administrative Organization Stadium (Thai สนามกีฬาจังหวัดนครสวรรค์), auch Nara Forest Side Stadium genannt, ist ein Mehrzweckstadion in Narathiwat in der Provinz Narathiwat, Thailand. Es wird derzeit hauptsächlich für Fußballspiele genutzt und ist das Heimstadion vom Drittligisten Nara United Football Club. Das Stadion hat eine Kapazität von 7000 Personen. Eigentümer und Betreiber des Stadions ist die Narathiwat Provincial Administrative Organization.

## Nutzer des Stadions
| Verein         | Zeitraum der Nutzung |
| -------------- | -------------------- |
| Nara United FC | 2011 bis heute       |